# Fluxos sazonais em encostas quentes marcianas

Uma das encostas

Os fluxos sazonais em encostas quentes marcianas são evidências de que possa existir água em Marte, coletadas pela sonda espacial Mars Reconnaissance Orbiter. A descoberta foi anunciada pela NASA no dia 4 de agosto de 2011 na revista especializada Science e é considerada a melhor evidência de que existe água em Marte. Esse fluxo de água foi encontrado no hemisfério sul de Marte e acredita-se que o fluxo de água seja salgado, por causa da demora em congelar. Essa descoberta abriria novas possibilidades sobre a existência de vida em Marte. Conforme Charles Bolden, o Administrador da NASA, essa descoberta reafirma Marte como um importante destino para a exploração humana.
Com a cor enegrecida, a substância foi vista pelos cientistas entre a primavera e o verão e conforme a observação, o fluxo de água vai diminuindo cada vez mais no verão. Conforme Alfred McEwen, o fluxo de água não é negro por estar úmido, mas por razões ainda desconhecidas.